# Cupido alcetas

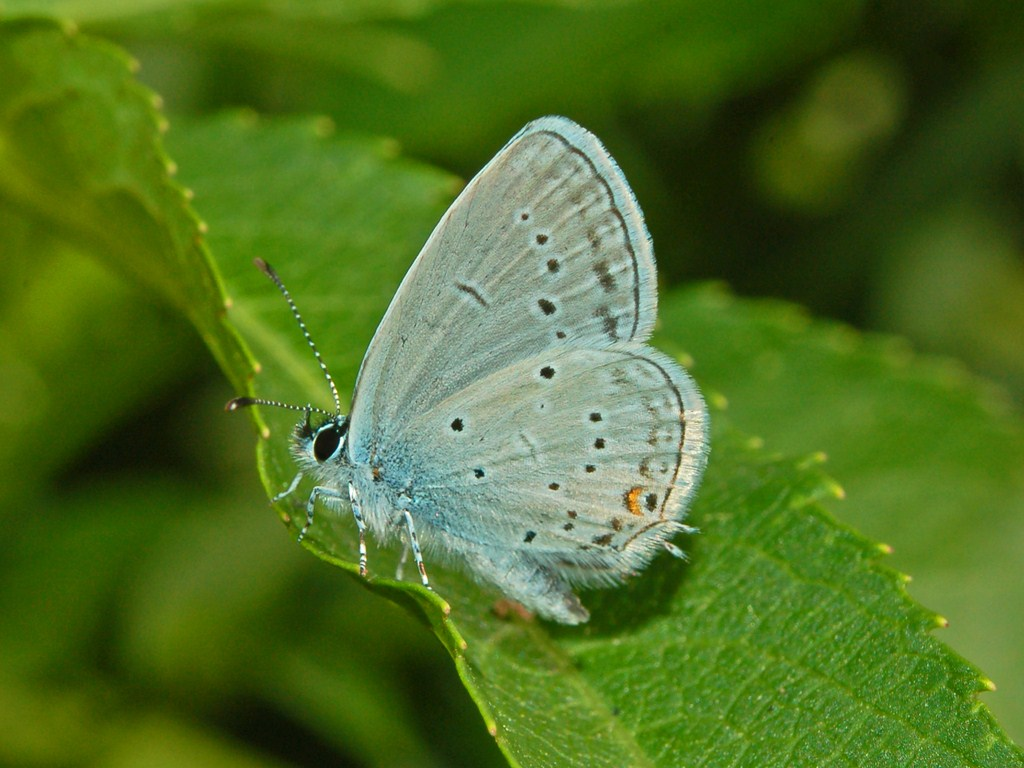
Lycaenidae - Cupido (Everes) alcetas

Cupido alcetas là một loài bướm nhỏ thuộc họ Lycaenidae. Nó được Johann Centurius Hoffmannsegg miêu tả đầu tiên ở Úc năm 1802, nó có mặt ở miền Nam và Trung châu Âu, Thổ Nhĩ Kỳ, và Urals, miền Nam Siberia và miền Bắc Kazakhstan. Ấu trùng ăn lá và hoa của nhiều loài thực vật thân thảo trong họ Fabaceae (như Coronilla sp., Galega sp., Trifolium sp., Vicia sp.) và là myrmecophile, sống cộng sinh với kiến trong chi Formica. Tùy theo địa điểm, loài này có 2 đến 3 lứa một năm (tháng 5-6, tháng 7-8, và ở những vùng ấm hơn vào cuối tháng 9).